# ماتا هاری
گرترود مارگارت زله معروف به ماتا هاری (به انگلیسی: Margaretha Geertruida (Grietje) Zelle) ‏ (۷ اوت ۱۸۷۶–۱۵ اکتبر ۱۹۱۷) رقاص هلندی-آلمانی و متهم به جاسوسی در جریان جنگ جهانی اول در خاک فرانسه برای آلمانی‌ها بود. ماتاهاری، نام هنری او یک واژه مالایائی و به معنی آفتاب است.

## زندگی
مارگاریتا گیرتوئیدا که نام اصلی او گریته زِلِ مک لئود بود در ۷ اوت ۱۸۷۶ در شهر لیوواردن در کشور هلند به دنیا آمد. او بزرگترین فرزند از ۴ فرزند آدام زِل (متولد ۲ اکتبر ۱۸۴۰ - مرگ ۱۳ مارس ۱۹۱۰) و آنتیه وان در میلن (متولد ۲۱ آوریل ۱۸۴۲ - مرگ ۹ می۱۸۹۱) بود. پدر او یک مغازه کلاه فروشی داشت و با یک سرمایه‌گذاری موفقیت‌آمیز در نفت آنقدر پولدار شد که توانست یک زندگی اشرافی برای دخترش ایجاد کند.
این مسئله باعث شد مارگاریتا تا سن ۱۳ سالگی در گران‌ترین مدرسه به تحصیل مشغول شود اما در سال ۱۸۸۹ پدرش ورشکست گردید و والدین او از یکدیگر جدا شدند. در سال ۱۸۹۱ مادرش درگذشت و پدرش با سوزانا کاترینا تن هوو (متولد ۱۱ مارس ۱۸۴۴ - مرگ ۱ دسامبر ۱۹۱۳) ازدواج کرد اما این ازدواج فرزندی در پی نداشت. ازدواج موجب از هم گسیختگی خانواده شد و مارگریتا به نزد پدر بزرگش هیر ویسر رفت. او تلاش نمود تا معلم کودکستان شود اما زمانی که صاحب مؤسسه به شکلی آشکار با او به معاشقه پرداخت پدربزرگش او را از آنجا خارج کرد. پس از چند ماه او به خانه عمه اش در شهر هاگوئه نقل مکان کرد.

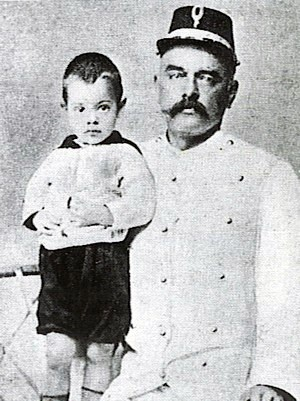
رودلف جان مک لود، نورمن جان

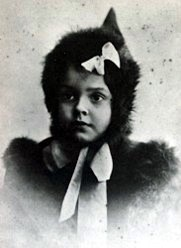
جینا لوئیس

او در سن ۱۸ سالگی در یک روزنامه هلندی یک آگهی دید که یک مرد برای انتخاب همسر خود داده بود. این مرد یک سرهنگ ارتش بود و رودلف جان مک لود (متولد ۱ مارس ۱۸۵۶ - مرگ ۹ ژانویه ۱۹۲۸) نام داشت. آن‌ها در ۱۱ ژوئیه ۱۸۹۵ در آمستردام ازدواج کردند و سپس به جاوه در اندونزی نقل مکان نمودند. در آنجا آنان صاحب دو فرزند شدند که نورمن جان (متولد ۳۰ ژانویه ۱۸۹۷، مرگ ۲۷ ژوئن ۱۸۹۹) و جینا لوئیس (متولد ۲ مه۱۸۹۸، مرگ ۱۰ اوت ۱۹۱۹) نام داشتند. ازدواج آنان سرشار از یاس و ناامیدی بود. مک لود یک الکلی مستبد بود که همسرش نصف سن او را داشت و همیشه زندگی سردی داشتند. او همیشه از همسرش انتقاد می‌کرد و اغلب به شکلی آشکار ۲ زن بومی را به عنوان رفیقه با خود به همراه داشت.
این مسئله موجب شد مارگریتا همسرش را ترک کند و با وان ریدس که یکی دیگر از افسران بود از پیش رودولف برود. مارگاریتا به مرکز تجارت اندونزی رفت و در یک مرکز رقص بومی بکار پرداخت. در سال ۱۸۹۷ او که تبدیل به یک رامشگر حرفه‌ای شده بود نام ماتاهاری که در زبان بومیان اندونزی به معنی چشم روز (یعنی خورشید) می‌باشد، را روی خود گذاشت.

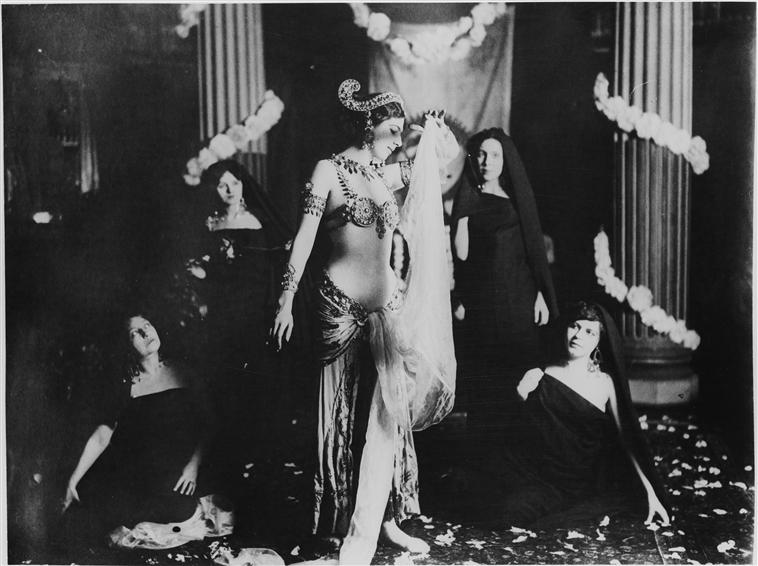

اندکی بعد با اصرار مک لود ماتاهاری به خانه بازگشت اما تغییری در اوضاع دیده نمی‌شد. ماتاهاری سعی نمود با آموختن فرهنگ بومی اندونزی از این محیط خسته‌کننده فرار کند. اندکی بعد نورمن در سال ۱۸۹۹ احتمالاً بر اثر بیماری سیفلیس که ناشی از والدین او بود درگذشت. اما اقوام ماتاهاری ادعا کردند او توسط یکی از خدمه خشمگین با زهر مسموم شد. همچنین بعضی منابع ادعا کرده‌اند که دشمنان رودلف برای کشتن هر دو فرزندش در شام آنان زهر ریختند. پس از بازگشت به هلند آن‌ها در سال ۱۹۰۲ از یکدیگر جدا شدند و در سال ۱۹۰۶ طلاق گرفتند ولی رودولف دخترشان را نزد خود نگه داشت و رودولف بعد از ماتاهاری دوباره ازدواج نمود.
در سال ۱۹۰۳ ماتاهاری به پاریس رفت و در یک سیرک با لقب بانو مک لود به عنوان یک سوارکار به کار پرداخت. او برای کسب معاش اغلب به عنوان یک مدل به ایفای نقش می‌پرداخت. در سال ۱۹۰۵ او آغاز به انجام رامشگری به صورتی با رنگ و لعاب شرقی نمود و در این زمان با نام ماتاهاری شناخته می‌شد. او در این زمان با ۲ رامشگر مشهور (که بنیان‌گذاران رامشگری مدرن در قرن بیستم بودند به نام‌های ایسادورا دانکن و روت سنت دنیس معاصر بود.
ماتاهاری در ۱۳ مارس ۱۹۰۵ به دلیل انجام نمایشهای باز و بی پروا بینندگان را محصور و شیفته نمایش‌های شبانه خود در Musée Guimet کرد. او برای مدتی طولانی به عنوان رفیقه میلیونر کارخانه داری به نام امیل اتین گوئیمت گردید. او تظاهر می‌کرد که یک شاهزاده از خانواده راهب هندو می‌باشد که از کودکی برای انجام رقص مذهبی غسل تعمید یافته‌است. او در این زمان عکسهای زیادی می‌گرفت که او را عریان یا نیمه عریان نشان می‌داد. بعضی از این عکسها به دست مک لود افتاد و او از این عکسها به عنوان یک دلیل قوی برای نگهداری دخترش استفاده کرد. از آنجائی که مردم اروپا در آن دوران اندونزی را به درستی نمی‌شناختند تصور می‌کردند که ادعای او دربارهٔ اصالت شرقی وی صحت دارد. او در این زمان تبدیل به یک فرد بسیار سرشناس شد.
در سال ۱۹۱۰ او ده‌ها هزار مقلد داشت و منتقدین اعتقاد داشتند که کار او فاقد جنبه هنری مؤثر و قوی است. او در این زمان دارای طرفدارانی جدی در بین سران ارتش در فرانسه و تعدادی از سرشناس‌ترین سیاستمداران در اروپا شد. از جمله ولیعهد آلمان برای یک جشن خود از او دعوت کرد و مبلغی هنگفت به او پرداخت نمود. او برای شرکت در جشن بوهمیا دعوت شد و در ۲۳ مه۱۹۱۴ در یک سالن موزیک در آلمان به اجرای نمایش پرداخت. تعدادی از تماشاگران که نمایش‌های او را شرم‌آور می‌دانستند به پلیس شکایت نمودند و یک افسر پلیس به نام گابریل از ماتاهاری دعوت کرد برای توضیح به نزد او برود. در جریان این دیدار گابریل محسور ماتاهاری شد و با او قرار ملاقات گذاشت.

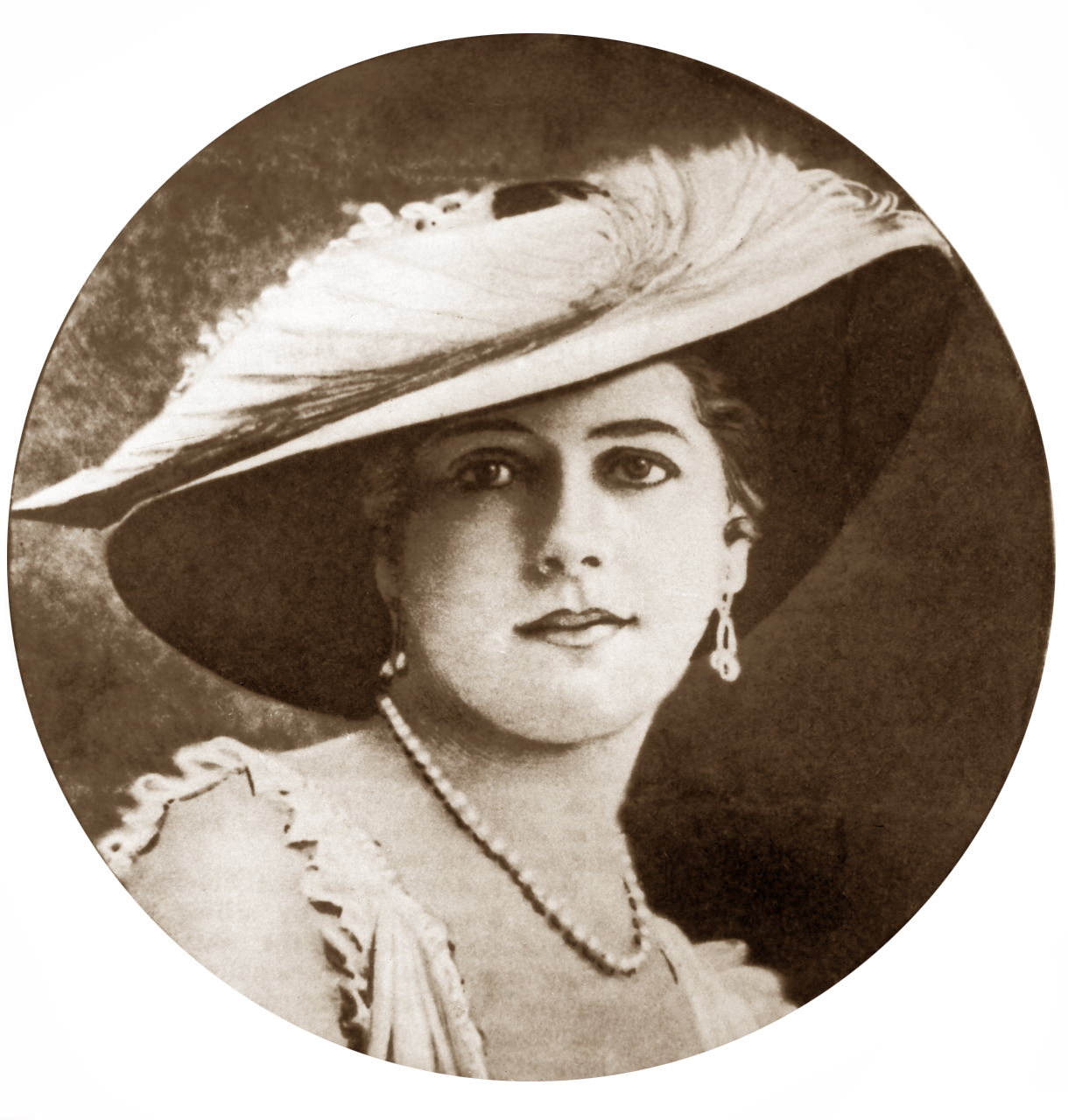
حدود ۱۹۰۹

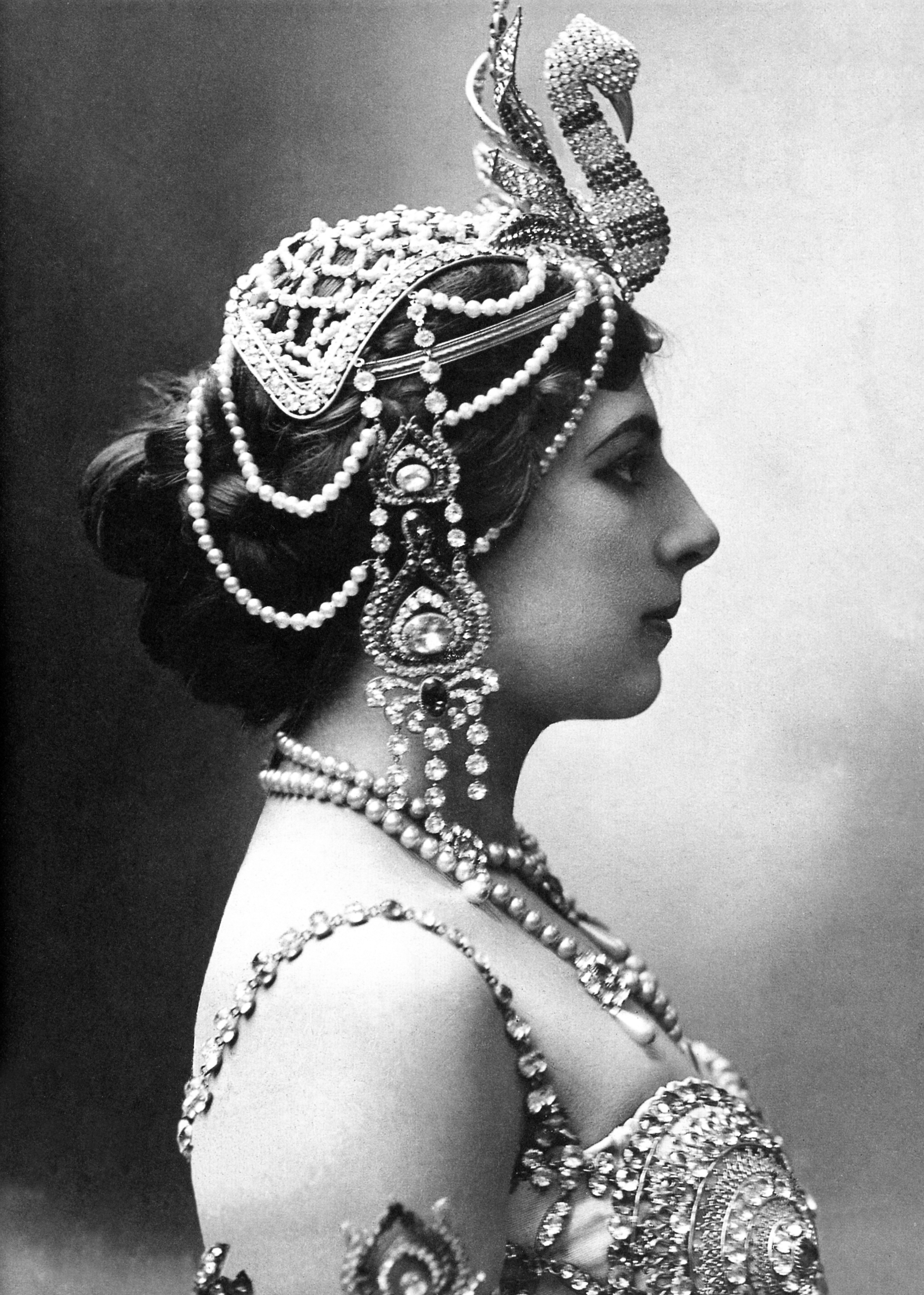
۱۹۱۰

عده‌ای اعتقاد دارند گابریل در واقع شخص صوری در این جریان بوده‌است و در پشت صحنه شخص تراگوت فون جاگوو قرار داشت که ریاست سازمان جاسوسی آلمان را برعهده داشت و او به ماتاهاری دستور داده بود تا در فرانسه به نفع آلمان جاسوسی کند. بعضی از نویسندگان بیوگرافی ماتاهاری مانند اریکا اوشتروفسکی اعتقاد دارند که ماتاهاری در این زمان به مدرسه جاسوسی بانوان واقع در شهر آنتورپ بلژیک که توسط سازمان جاسوسی آلمان تأسیس شده بود رفته‌است. این مکان توسط یک زن با دیسپلین به نام الیزابت شراگمولر اداره می‌شد. این اعتقاد که ماتاهاری ۱۵ هفته را در این مدرسه به آموختن فنون جاسوسی سپری نموده‌است بعدها موجب محکومیت وی گردید. بر این اساس او در این مدرسه با کد H-۲۱ شناخته می‌شد.
عوامل جاسوسی که در این مدرسه تعلیم می‌دیدند می‌بایست کدهای رمز و علامت مورس و نیز دانش شیمی و مواد بکار رفته در کارخانجات و حمل و نقل و نقشه خوانی و عکس گرفتن از مدارک و همچنین آرایش ارتش را بیاموزند. کسی که این مهارت‌ها را می‌آموخت تبدیل به یک جاسوس حرفه‌ای می‌شد. ماتاهاری همیشه این مسئله را که در این مدرسه حضور یافته‌است را رد می‌نمود. با آغاز جنگ جهانی اول ماتهاری که ۲ روز ابتدای جنگ را در آلمان بود به دلیل احساسات ضد خارجی در آلمان به سرعت مجبور به ترک آن کشور گردید. او ناچار به ورود به سوئیس شد اما به دلیل مشکلی که در پاسپورتش وجود داشت او را به آلمان بازگرداندند.
او از آلمان به هلند و از آنجا به پاریس رفت و سپس مجدداً به هلند بازگشت. کشور هلند بی‌طرف ماند و ماتاهاری به دلیل تابعیت هلندی می‌توانست بدون مزاحمت از مرزهای بین‌المللی عبور کند. او برای رفتن به هلند می‌بایست از کشور اسپانیا یا انگلستان عبور می‌کرد. او که در آلمان با یک آلمانی ارتباط یافته بود اکنون در مظان اتهام جاسوسی بود. وی در این زمان رفیقه تعدادی از سرشناس‌ترین فرماندهان عالی‌رتبه متفقین در جنگ محسوب می‌شد و این مسئله باعث شد سرویس‌های اطلاعاتی متفقین او را تحت نظر بگیرند. وی در پاریس همچنین با یک افسر روس به نام ولادیمیر ماسلوف دوست شد. اولین بار زمانی نقش اطلاعاتی او افشا شد که او در مصاحبه با یک افسر اطلاعاتی سرویس مخفی انگلستان پذیرفت که به عنوان یک عامل سازمان اطلاعاتی ارتش فرانسه کار می‌کند اما داستان او اثبات نشد. اعتقاد بر این بود که اگر او دروغ می‌گفت حتماً می‌بایست بسیار زیرک باشد بنابراین او را تحت نظر قرار دادند.
یک سال مانده به پایان جنگ اول جهانی و در ژانویه ۱۹۱۷ وابسته نظامی آلمان در مادرید یک پیام رادیوئی رمز به برلین مخابره کرد که در آن از یک جاسوس وابسته به سرویس مخفی آلمان در فرانسه با نام رمز H-۲۱ نام برده شده بود. سرویس ضداطلاعات فرانسه این پیام رمز را دریافت نمود و آن را رمز گشائی کرد. آنان عامل H-۲۱ را شناسائی کردند و اعتقاد داشتند که این عامل همانا ماتاهاری می‌باشد. پیام ارسالی توسط آلمانها با استفاده از سیستم رمزی ارسال شده بود که آلمانها از شکسته شدن رمز آن توسط فرانسه اطلاع داشتند و این مسئله باعث شد تعدادی از مورخین نتیجه‌گیری نمایند که این پیام یک پیام فریب‌آمیز بوده‌است.
در ۱۳ فوریه ۱۹۱۷ ماتاهاری در یکی از اتاق‌های هتل Plaza Athenee در پاریس دستگیر شد و به توسط کاپیتان پیر بوشاردون که یک فرد با توانائی‌های اندک نظامی بود و عادت داشت ناخن‌هایش را بجود مورد بازجوئی قرار گرفت. ماتاهاری در تمام مدت بازجوئی و محاکمه این مسئله را که یک جاسوس دو جانبه‌است را رد کرد. او همچنین در جواب بازجوی خود که او را به همکاری با دشمن متهم نموده بود گفت: 
تنها کسی که من برایش کار می‌کنم واحد ضداطلاعات فرانسه‌است و من عضو این سازمان هستم و تنها با راهنمائی‌های این سازمان عمل کرده‌ام.
او قبل از دادگاهی در زندان سنت لازار محبوس شد و قبل از آغاز دادگاه نظامی ۱۷ بار مورد بازجوئی قرار گرفت. جایی که او را زندانی کرده بودند حمام نداشت و تنها گاهی اوقات یک کاسه آب به او داده می‌شد تا خود را نظافت کند. این زندان بسیار کثیف بود و این محنتی عظیم برای ماتاهاری مشکل پسند بود. او را از دیگر زندانیان این زندان جدا کرده بودند و در حبس انفرادی قرار داشت که علت آن می‌توانست به دلیل محافظت از او یا جلوگیری از تأثیر افکار عمومی بر قضاوت قضات باشد. دستگیری او محرمانه نگاه داشته شد و او امکان نوشتن نامه یا تعویض لباسهایش را نداشت و هر روز فقط ۱۵ دقیقه اجازه داشت در خارج از سلولش قدم بزند. او قبل از اینکه با بوشاردون مواجه شود و مورد بازجوئی قرار بگیرد یک نامه برایش نوشت و در آن ادعا کرد که بی گناه است و از شرایط بد زندانی شدن خود شکایت نمود.

او نوشته بود: 
اقدامات شما مرا بسیار رنج می‌دهد. خواهش می‌کنم این مسئله را تمام کنید. من یک زن هستم. من هیچ پشتیبانی و قدرتی ندارم.

ماتهاری در نامه‌ای دیگر نوشت: 
خواهش می‌کنم اذیت و آزار مرا در این زندان متوقف کنید. این اقدامات شما مرا بسیار ضعیف می‌کند و اقامت در این سلول باعث دیوانه شدن من می‌شود. من هیچ اقدام جاسوسی در فرانسه انجام نداده‌ام. مرا در اینجا شکنجه نکنید و اجازه دهید بطور موقت (تا آغاز دادگاهی) آزاد شوم.

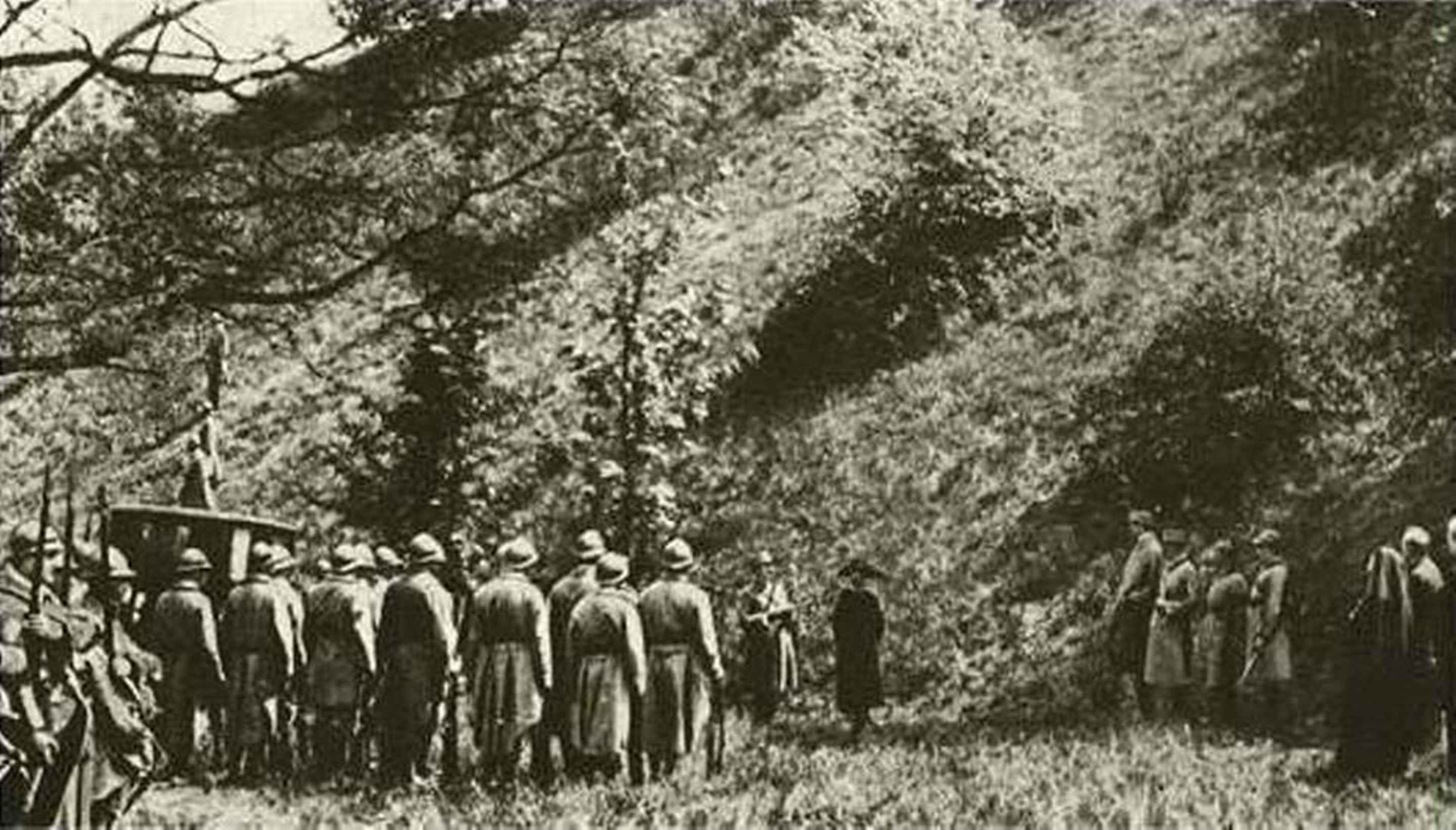
اعدام ماتا هاری

تنها یک نفر بود که روزانه به ملاقات ماتاهاری می‌آمد. این فرد وکیل او بود که یک مرد ۷۴ ساله به نام ادوارد کلونِت بود. دستگیری ماتاهاری برای مدت چند ماه از عموم مخفی نگاه داشته شد و تا قبل از آغاز دادگاه نظامی در ۲۴ ژوئیه ۱۹۱۷ این مسئله افشا نشد. با افشای دستگیری ماتهاری غوغائی در میان مردم پدیدار شد و آن‌ها با خود می‌اندیشیدند که چگونه مظهر رامشگری فرانسه اکنون به فلاکت مبتلا شده‌است. در روز دادگاهی او یک لباس آبی زیبا پوشیده بود و یک کلاه ظریف نیز بر سر داشت. او همچنین یک جفت دستکش در دست داشت. وکیل مدافع یک ستوان ارتش به نام آندره مورنت بود که فردی با قد بلند و سیبیل باریک و نیز یک ریش اندک در ناحیه چانه داشت. ماتاهاری پس از دادگاهی محکوم به اعدام شد. دادگاه اعلام کرد که او موجب مرگ حداقل ۵۰ هزار نفر از سربازان ارتش فرانسه در جنگ جهانی اول شده‌است. او در ۱۵ اکتبر ۱۹۱۷ توسط جوخه آتش اعدام شد.
پَت شیپمن در کتاب خود تحت عنوان زنان سرنوشت می‌نویسد که ماتهاری هرگز یک جاسوس دو جانبه نبوده‌است و از او به عنوان یک قربانی برای سرفرماندهی ضدجاسوسی فرانسه استفاده شده‌است. او ادعا می‌کند که جورج لادوکس رئیس ضداطلاعات فرانسه وظیفه داشت که ماتاهاری را به عنوان عامل جاسوسی فرانسه استخدام کند و موفق به این کار نیز شد اما اندکی بعد ماتاهاری را به جرم جاسوسی دوجانبه دستگیر نمود. واقعیت تا به امروز در پرده‌ای از ابهام باقی مانده‌است زیرا پرونده ماتاهاری برای ۱۰۰ سال محرمانه اعلام شد.
در سال ۱۹۸۵ راسل وارن وزارت دفاع ملی فرانسه را متقاعد کرد که پرونده ماتاهاری ۳۲ سال زودتر و یکبار دیگر گشوده شود. این بررسی اثبات نمود که ماتاهاری بی گناه بوده و هرگز جاسوس نبوده‌است. ماتاهاری در جریان بازجوئی‌ها و محاکمه در دادگاه نظامی هرگز نپذیرفت که جاسوس دو جانبه بوده‌است. همچنین نه سازمان جاسوسی و نه هیچ‌یک از جاسوسان آلمانی نه فقط هرگز نگفتند که ماتاهاری جاسوس بوده‌است بلکه این مسئله را رد کردند. علاوه بر آن ماتاهاری در بازجوئی توسط ضداطلاعات انگلستان مدعی شده بود که برای سرویس ضد جاسوسی فرانسه کار می‌کند. همچنین وابسته نظامی آلمان در مادرید پیام خود را به رمزی نگاشته بود که می‌دانست توسط فرانسویان کشف رمز شده‌است.
از آنجائیکه پس از اعدام ماتاهاری هیچ‌یک از اعضای خانواده او برای تحویل گرفتن جنازه اش مراجعه نکردند از جنازه او برای آموزش علم پزشکی استفاده شد اما سرِ او در موزه آناتومی پاریس نگهداری می‌شد. در سال ۲۰۰۰ مشخص شد که سر او نیز ناپدید شده‌است. احتمال داده شد که سرِ او در سال ۱۹۵۴ و به هنگام تغییر مکان گم شده باشد. براساس یاداشت‌های دفاتر موزه در سال ۱۹۱۸ اعضای بدن او به موزه انتقال داده شده‌است اما چیزی دربارهٔ باقی‌مانده بدن او نوشته نشده‌است.

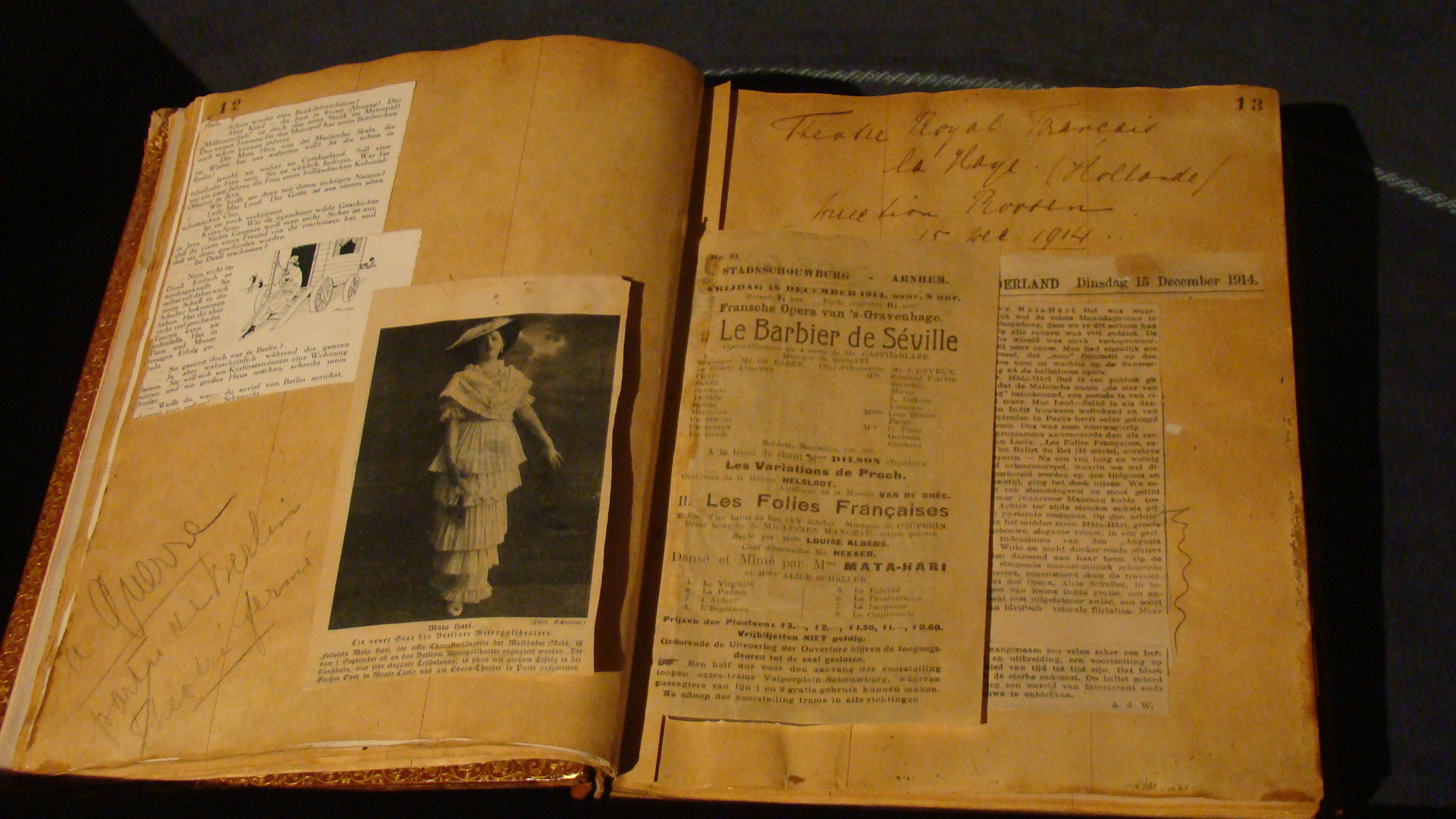
موزه ماتاهاری در لیوواردن هلند

اعدام ماتاهاری موجب بروز شایعات زیادی بدون مدرک و دلیل گردید. یکی از این شایعات این است که او در زمان مرگ به اعضای جوخه اعدام خود گفته بود تشکر می‌کنم آقایان. شایعه‌ای دیگر این بود که او در هنگام قرار گرفتن در برابر جوخه اعدام به منظور تحت تأثیر قرار دادن اعضای جوخه اعدام لباسهایش را کنده بود. یک شایعه دیگر این بود که آخرین جمله او این بوده‌است: هرزه آری اما خائن هرگز.
در سال ۱۹۳۱ روزنامه نیویورکر نوشت که او در زمان اعدام لباس‌هایی مرتب و دستکش سفید پوشیده بود. هنری والِس که یک انگلیسی و شاهد عینی گماشته شده از طرف انگلستان برای اعدام ماتاهاری بود در گزارش خود نوشته‌است او بی‌رمق بود و هنگامی که می‌خواستند چشمهایش را ببندند ممانعت کرد. پس از شلیک جوخه اعدام او ابتدا آهسته به زانو درآمد و سرش به طرف پائین خم شد. در هنگام مرگ در چهره او تغییر اندکی دیده شد.

## جستارهای وابسته

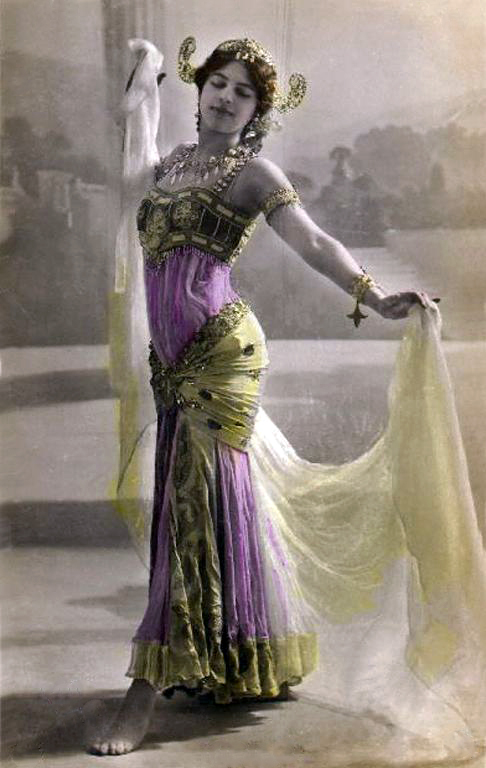

## یادداشت
1. ↑  Grietje Zelle MacLeod
2. ↑  Leeuwarden
3. ↑  Antje Van Der Meulen
4. ↑  Susanna Catharina ten Hoove
5. ↑  Heer Visser
6. ↑  Van Rheedes
7. ↑  Isadora Duncan
8. ↑  Ruth St. Denis
9. ↑  Traugott Von Jagow
10. ↑  Erika Ostrovsky
11. ↑  Elsbeth Schragmuller
12. ↑  Pierre Bouchardon